# Тукаево (Чекмагушевский район)
Тукаево (баш. Тукай) — деревня в Чекмагушевском районе Республики Башкортостан Российской Федерации. Входит в состав Новобалтачевского сельсовета. 

## География

### Географическое положение
Расстояние до:
- районного центра (Чекмагуш): 11 км,
- центра сельсовета (Новобалтачево): 6 км,
- ближайшей ж/д станции (Буздяк): 80 км.

## Население
| 2002 | 2009 | 2010 |
| ---- | ---- | ---- |
| 105  | ↗106 | ↘80  |

Национальный состав
Согласно переписи 2002 года, преобладающая национальность — татары (73 %).